# Alejandro Noriega
Alejandro Damián Noriega (9 de agosto de 1984, Cañuelas, Buenos Aires, Argentina) es un futbolista argentino. Juega de delantero en Real pilar, club que milita en la Primera C.

## Trayectoria
Comenzó su carrera en Cañuelas Fútbol Club. Estuvo en total 4 años en ese club, en el cual marcó 17 goles. 
Luego pasa a ser jugador de Club Atlético Tigre club con el que consiguió el Clausura del 2005 y el ascenso al Nacional B. Estuvo 2 años en el matador, marcando 3 goles. 
En la temporada 06/07 pasa a Club Atlético San Telmo donde estuvo una temporada marcando 4 goles.
Luego pasó a jugar en el Club Social y Deportivo Flandria marcando 15 goles en 35 encuentros. 
Más tarde pasó a jugar a Estudiantes de Buenos Aires donde marcó 5 goles en 15 partidos. 
También, tras rescindir contrato, se desempeñó en Tristán Suárez donde jugó 10 encuentros marcando 3 goles. 
En la temporada 2010-11 se desenvolvió como centro delantero en el Club Social y Deportivo Flandria. También tuvo un breve paso por Defensores de Belgrano.
Para la temporada siguiente se lo encuentro jugando en el Club Deportes Concepción donde fue dirigido por el técnico Luis Marcoleta.
Año más tarde, recaló a Club Atlético Colegiales, donde tuvo una temporada destacadísima, donde casi logra con el club de Munro.
En el 2013 se dio su pase al Club Atlético Los Andes donde también se destacó mucho. Además, cabe recordar que logró el ascenso con el club de Lomas de Zamora. Con el club convirtió 42 goles en casi 100 partidos, siendo muy querido por la gente del milrayitas.
Después del Ascenso en el Campeonato Primera B 2014 y una aceptable campaña en el Campeonato B Nacional 2015,el "Tanque" deja a Los Andes, después de tres años en el equipo Lomense, y con logros individuales como haber terminado 2.º Goleador en el 2014 en la B Metropolitana con 11 goles y 6.º en la B Nacional en el 2015 con 15 goles.
En 2016 firmó para el Club Gimnasia de Jujuy, donde se fue a fines de ese mismo año debido a no poder jugar muchos minutos en el equipo jujeño.
Jugó en los primeros 6 meses del 2017 Douglas Haig, equipo de Pergamino que participa en la B Nacional.
En la temporada 2017/2018 jugó en la UAI Urquiza y en la temporada 2018/2019 se desempeñaba como delantero en el Club San Miguel, donde convirtió 6 goles en 15 fechas.
En la temporada 2019/2020 regresó como histórico al Club Atlético Los Andes, donde jugó como delantero.
A comienzos de 2021 se incorporó a Talleres (RdE)
En 2024 firmó con Real pilar de la Primera C Argentina en busca de hacer ascender al club a la B metropolitana

## Estadísticas
Actualizado al 24 de octubre de 2022

| Cañuelas FC Argentina | 4.ª                 | 2001-02             | ?   | ?   | — | — | — | — | ?   | ?   |
| Cañuelas FC Argentina | 4.ª                 | 2002-03             | ?   | ?   | — | — | — | — | ?   | ?   |
| Cañuelas FC Argentina | 4.ª                 | 2003-04             | ?   | ?   | — | — | — | — | ?   | ?   |
| Cañuelas FC Argentina | 4.ª                 | 2004-05             | ?   | ?   | — | — | — | — | ?   | ?   |
| Cañuelas FC Argentina | Total               | Total               | 75  | 13  | 0 | 0 | 0 | 0 | 75  | 13  |
| Tigre Argentina | 3.ª                 | 2004-05             | 5   | 1   | — | — | — | — | 5   | 1   |
| Tigre Argentina | 2.ª                 | 2005-06             | 21  | 1   | — | — | — | — | 21  | 1   |
| Tigre Argentina | Total               | Total               | 26  | 2   | - | - | - | - | 26  | 2   |
| San Telmo Argentina | 3.ª                 | 2006-07             | 35  | 3   | — | — | — | — | 35  | 3   |
| San Telmo Argentina | Total               | Total               | 35  | 3   | - | - | - | - | 35  | 3   |
| Flandria Argentina | 3.ª                 | 2007-08             | ?   | ?   | — | — | — | — | ?   | ?   |
| Flandria Argentina | Total               | Total               | ?   | ?   | - | - | - | - | ?   | ?   |
| Estudiantes (BA) Argentina | 3.ª                 | 2008-09             | 19  | 5   | 0 | 0 | — | — | 19  | 5   |
| Estudiantes (BA) Argentina | Total               | Total               | 19  | 5   | 0 | 0 | - | - | 19  | 5   |
| Tristán Suárez Argentina | 3.ª                 | 2009-10             | 32  | 4   | 0 | 0 | — | — | 32  | 4   |
| Tristán Suárez Argentina | Total               | Total               | 32  | 4   | 0 | 0 | - | - | 32  | 4   |
| Flandria Argentina | 3.ª                 | 2010-11             | ?   | ?   | — | — | — | — | ?   | ?   |
| Flandria Argentina | Total               | Total               | ?   | ?   | - | - | - | - | ?   | ?   |
| Total en Flandria | Total en Flandria   | Total en Flandria   | 69  | 20  | 0 | 0 | — | — | 69  | 20  |
| Defensores de Belgrano Argentina | 3.ª                 | 2011-12             | 15  | 2   | 1 | 0 | — | — | 15  | 2   |
| Defensores de Belgrano Argentina | Total               | Total               | 15  | 2   | 1 | 0 | - | - | 16  | 2   |
| Deportes Concepción · Chile | 2.ª                 | 2012                | 12  | 3   | — | — | — | — | 12  | 3   |
| Deportes Concepción · Chile | Total               | Total               | 12  | 3   | - | - | - | - | 12  | 3   |
| Colegiales Argentina | 3.ª                 | 2012-13             | 30  | 9   | — | — | — | — | 30  | 9   |
| Colegiales Argentina | Total               | Total               | 30  | 9   | - | - | - | - | 30  | 9   |
| Los Andes Argentina | 3.ª                 | 2013-14             | 31  | 8   | — | — | — | — | 31  | 8   |
| Los Andes Argentina | 3.ª                 | 2014                | 20  | 11  | 3 | 2 | — | — | 23  | 13  |
| Los Andes Argentina | 2.ª                 | 2015                | 36  | 13  | 4 | 2 | — | — | 40  | 15  |
| Los Andes Argentina | Total               | Total               | 87  | 32  | 7 | 4 | — | — | 94  | 36  |
| Gimnasia (J) Argentina | 2.ª                 | 2016                | 20  | 4   | 1 | 0 | — | — | 20  | 4   |
| Gimnasia (J) Argentina | 2.ª                 | 2016-17             | 14  | 0   | 0 | 0 | — | — | 14  | 0   |
| Gimnasia (J) Argentina | Total               | Total               | 16  | 2   | 0 | 0 | 0 | 0 | 16  | 2   |
| Douglas Haig Argentina | 2.ª                 | 2016-17             | 16  | 2   | 0 | 0 | — | — | 16  | 2   |
| Douglas Haig Argentina | Total               | Total               | 16  | 2   | 0 | 0 | 0 | 0 | 16  | 2   |
| UAI Urquiza Argentina | 3.ª                 | 2017-18             | 23  | 2   | 0 | 0 | — | — | 23  | 2   |
| UAI Urquiza Argentina | Total               | Total               | 23  | 2   | 0 | 0 | 0 | 0 | 23  | 2   |
| San Miguel Argentina | 3.ª                 | 2018-19             | 33  | 9   | 0 | 0 | — | — | 33  | 9   |
| San Miguel Argentina | Total               | Total               | 33  | 9   | 0 | 0 | 0 | 0 | 33  | 9   |
| Los Andes Argentina | 3.ª                 | 2019-20             | 32  | 4   | 0 | 0 | — | — | 32  | 4   |
| Los Andes Argentina | 3.ª                 | 2020                | 4   | 1   | 0 | 0 | — | — | 4   | 1   |
| Los Andes Argentina | Total               | Total               | 36  | 5   | 0 | 0 | 0 | 0 | 36  | 5   |
| Total en Los Andes | Total en Los Andes  | Total en Los Andes  | 123 | 37  | 7 | 4 | — | — | 130 | 41  |
| Talleres (RE) Argentina | 3.ª                 | 2021                | 28  | 3   | 0 | 0 | — | — | 28  | 3   |
| Talleres (RE) Argentina | Total               | Total               | 28  | 3   | 0 | 0 | 0 | 0 | 28  | 3   |
| Sportivo Italiano Argentina | 4.ª                 | 2022                | 31  | 9   | 0 | 0 | — | — | 31  | 9   |
| Sportivo Italiano Argentina | Total               | Total               | 31  | 9   | 0 | 0 | 0 | 0 | 31  | 9   |
| Total en su carrera | Total en su carrera | Total en su carrera | 583 | 123 | 8 | 4 | 0 | 0 | 591 | 127 |
| (1) La copa nacional se refiere a la Copa Argentina y Supercopa Argentina . (2) La copa internacional se refiere a la Copa Sudamericana, Recopa Sudamericana, Copa Libertadores y Copa Suruga Bank. |                     |                     |     |     |   |   |   |   |     |     |